# Vygantas
Vygantas, battezzato come Alessandro (in polacco Wigunt) (1372 circa – Vilnius, 28 giugno 1392), era uno dei figli di Algirdas, granduca di Lituania, e della sua seconda moglie Uliana di Tver'. Nel corso della sua vita, ricoprì la carica di duca di Kernavė.

## Biografia
Alla morte del padre, Vygantas rientrò tra i figli che ricevettero le fette più piccole dell'eredità lasciata dal padre. Nel 1385, egli prese le parti del fratello maggiore Jogaila rientrando tra i firmatari dell'Unione di Krewo. Il 18 febbraio 1386 fu battezzato come Alessandro. Nello stesso anno fu promesso a Jadwiga, figlia di Ladislao II di Opole e la sposò nel 1390. I nobili polacchi si aspettavano che Ladislao concedesse a Vygantas la Terra di Dobrzyń, un territorio conteso tra la Polonia e i cavalieri teutonici, come sua dote. Al lituano, invece, toccò la Cuiavia, ma questa venne assegnata da Jogaila. Nel 1388, sostenne la Polonia in un conflitto armato con l'Ordine teutonico, oltre ad affiancarsi ancora una volta al primogenito di Algirdas e Uliana nella guerra civile lituana (1389-1392) contro Vitoldo. Vygantas viene considerato come un sostituto dell'impopolare Skirgaila, al quale Jogaila assegnò temporaneamente il potere come granduca di Lituania; prima che potesse avesse luogo questa sostituzione, Vygantas morì improvvisamente a Vilnius. Stando a quanto riportano le fonti, pare fosse stato avvelenato da Vitoldo o da Skirgaila. Si procedette a conservare le sue spoglie nella cattedrale di Vilnius al fianco di suo fratello Karigaila, morto nel corso della guerra civile nel 1390.
Vygantas non va confuso con suo fratello Andrej di Polack, talvolta indicato come Wigunt-Andrej seguendo le confuse cronache del XV secolo redatte da Jan Długosz. Kazimierz Stadnicki (1808-1886), nella sua opera Bracia Władysława-Jagiełły Olgierdowicza (I fratelli di Ladislao-Jagellone figlio di Algirdas) pubblicata nel 1687, sosteneva che Vygantas e suo fratello maggiore Teodoro fossero la stessa persona, ma questa teoria è stata considerata in seguito priva di fondamento.

## Ascendenza
|                       |                    |                          | Genitori              |  |  | Nonni |  |  | Bisnonni |  |  | Trisnonni |  |
|                       |                    |                          |                       |  |  |       |  |  | Butvydas |  |  | …         |  |
|                       |                    |                          |                       |  |  |       |  |  | Butvydas |  |  | …         |  |
|                       |                    | …                        |                       |  |  |       |  |  | Butvydas |  |  |           |  |
| Gediminas             |                    |                          |                       |  |  |       |  |  | Butvydas |  |  |           |  |
|                       |                    | …                        | …                     |  |  |       |  |  |          |  |  |           |  |
|                       |                    | …                        | …                     |  |  |       |  |  |          |  |  |           |  |
|                       |                    | …                        | …                     |  |  |       |  |  |          |  |  |           |  |
| Algirdas              |                    | …                        |                       |  |  |       |  |  |          |  |  |           |  |
|                       |                    | Ivan di Polack           | …                     |  |  |       |  |  |          |  |  |           |  |
|                       |                    | Ivan di Polack           | …                     |  |  |       |  |  |          |  |  |           |  |
|                       |                    | Ivan di Polack           | …                     |  |  |       |  |  |          |  |  |           |  |
| Jewna di Polack       |                    | Ivan di Polack           |                       |  |  |       |  |  |          |  |  |           |  |
|                       |                    | …                        | …                     |  |  |       |  |  |          |  |  |           |  |
|                       |                    | …                        | …                     |  |  |       |  |  |          |  |  |           |  |
|                       |                    | …                        | …                     |  |  |       |  |  |          |  |  |           |  |
| Vygantas              |                    | …                        |                       |  |  |       |  |  |          |  |  |           |  |
|                       | Michail Jaroslavič | Jaroslav III di Vladimir |                       |  |  |       |  |  |          |  |  |           |  |
|                       | Michail Jaroslavič | Jaroslav III di Vladimir |                       |  |  |       |  |  |          |  |  |           |  |
|                       | Michail Jaroslavič | Ksenija                  |                       |  |  |       |  |  |          |  |  |           |  |
| Alessandro I di Tver' | Michail Jaroslavič |                          |                       |  |  |       |  |  |          |  |  |           |  |
|                       |                    | Anna di Kašin            | Dimitrij Borisovič    |  |  |       |  |  |          |  |  |           |  |
|                       |                    | Anna di Kašin            | Dimitrij Borisovič    |  |  |       |  |  |          |  |  |           |  |
|                       |                    | Anna di Kašin            | …                     |  |  |       |  |  |          |  |  |           |  |
| Uliana di Tver'       |                    | Anna di Kašin            |                       |  |  |       |  |  |          |  |  |           |  |
|                       |                    | Jurij I di Galizia       | Leone I di Galizia    |  |  |       |  |  |          |  |  |           |  |
|                       |                    | Jurij I di Galizia       | Leone I di Galizia    |  |  |       |  |  |          |  |  |           |  |
|                       |                    | Jurij I di Galizia       | Costanza d'Ungheria   |  |  |       |  |  |          |  |  |           |  |
| Anastasia di Galizia  |                    | Jurij I di Galizia       |                       |  |  |       |  |  |          |  |  |           |  |
|                       |                    | Eufemia di Cuiavia       | Casimiro I di Cuiavia |  |  |       |  |  |          |  |  |           |  |
|                       |                    | Eufemia di Cuiavia       | Casimiro I di Cuiavia |  |  |       |  |  |          |  |  |           |  |
|                       |                    | Eufemia di Cuiavia       | Eufrosina di Opole    |  |  |       |  |  |          |  |  |           |  |
|                       |                    | Eufemia di Cuiavia       |                       |  |  |       |  |  |          |  |  |           |  |